# 메글루민안티몬제제
메글루민안티몬제제(Meglumine antimoniate)는 리슈만편모충증을 치료하는 데 사용되는 의약품이다. 여기에는 내장, 점막 피부, 피부 리슈만편모충증이 포함된다. 근육 주사 또는 감염 부위에 주사하여 투여한다.
부작용으로는 식욕 부진, 메스꺼움, 복통, 기침, 피로감, 근육통, 부정맥, 신부전 등이 있다. 심각한 심장, 간 또는 신장 문제가 있는 사람에게는 사용해서는 안 된다. 모유 수유 중에는 권장되지 않는다. 오가 안티몬제제로 알려진 의약품 그룹에 속한다.
메글루민안티몬제제는 1946년에 의료용으로 사용되기 시작했다. WHO 필수 의약품 목록에 포함되어 있다. 남유럽과 라틴아메리카에서는 구할 수 있지만 미국에서는 구할 수 없다.

## 같이 보기
- 메글루민